# Uładzimir Mickiewicz
Uładzimir Fiodarawicz Mickiewicz, Władimir Fiodorowicz Mickiewicz (biał. Уладзімір Фёдаравіч Міцкевіч, ros. Владимир Фёдорович Мицкевич, ur. 21 stycznia 1920 w Jurewiczach w guberni homelskiej, zm. 16 lutego 1983) – radziecki działacz partyjny i państwowy, I zastępca przewodniczącego Rady Ministrów Białoruskiej SRR od 1974 do 1983.

## Życiorys
W 1939 ukończył technikum w Homlu i został zootechnikiem. Od 1939 do 1946 służył w Armii Czerwonej, w 1940 ukończył wojskową szkołę techniki lotniczej, w 1944 został członkiem WKP(b), w 1946 objął funkcję instruktora Komitetu Obwodowego WKP(b) w Tambowie. W 1948 na rok został dyrektorem stacji hodowli i wylęgu drobiu w Mińsku, w 1949 był instruktorem Komitetu Obwodowego Komunistycznej Partii (bolszewików) Białorusi (KP(b)B) w Mińsku i następnie do 1950 zastępcą szefa Mińskiego Obwodowego Zarządu Gospodarki Rolnej, w 1950 został II sekretarzem i później I sekretarzem Komitetu Rejonowego KP(b)B w Smolewiczach. W 1953 ukończył Wyższą Szkołę Partyjną przy KC KPZR, od października 1955 do kwietnia 1962 był przewodniczącym Komitetu Wykonawczego Mińskiej Rady Obwodowej, jednocześnie od 1956 do końca życia wchodził w skład KC Komunistycznej Partii Białorusi (KPB), od 23 stycznia 1968 do 30 kwietnia 1974 jako sekretarz KC KPB. Od kwietnia 1962 do stycznia 1963 i ponownie od 12 grudnia 1964 do stycznia 1968 był I sekretarzem Grodzieńskiego Komitetu Obwodowego KPB, a od stycznia 1963 do 12 grudnia 1964 I sekretarzem Grodzieńskiego Wiejskiego Komitetu Obwodowego KPB. Od 23 stycznia 1963 do śmierci był członkiem Biura KC KPB, a od kwietnia 1974 I zastępcą przewodniczącego Rady Ministrów Białoruskiej SRR, jednocześnie od 5 marca 1976 wchodził w skład Centralnej Komisji Rewizyjnej KPZR. Był deputowanym do Rady Najwyższej ZSRR 6 kadencji.

## Odznaczenia
- Order Lenina
- Order Rewolucji Październikowej
- Order Wojny Ojczyźnianej I klasy
- Order Czerwonego Sztandaru Pracy
- Medal „Za pracowniczą dzielność”